# Cala dels Àngels
La cala dels Àngels, antigament anomenada cala Figuera, és una petita platja semi-urbana del municipi de Mont-roig del Camp (Baix Camp), situada en un tram de costa rocallosa enfront de Miami Platja, entre la cala del Pescador, al nord-est, i la platja de Cristall, al sud-oest. Rodejada de penya-segats i pins, té una longitud de 155 metres i una amplada mitjana de 25 metres, formada per sorra fina i daurada, amb una duna al rereplatja, i amb un pendent d'entrada a l'aigua suau.
En els penya-segats d'aquesta cala hi ha la cova de la Mel, que va ser utilitzada com a refugi dels bombardejos durant la Guerra Civil espanyola.

## Toponímia
El nom de la cala fa referència a la ciutat estatunidenca de Los Angeles, en consonància amb altres noms de la zona: Miami Platja, cala Califòrnia,...